# Bottom o’ th’ Moor
Bottom o’ th’ Moor – osada w Anglii, w hrabstwie Wielki Manchester, w dystrykcie Bolton. Leży 22 km od miasta Manchester. W 2018 miejscowość liczyła 807 mieszkańców.